# János Aquila
János (o Johannes) Aquila (Regede, 1350 – 1406) è stato un architetto e pittore ungherese.
Di presunte origini italiane secondo fonti della Treccani, fu autore di vari affreschi nelle chiese di Furnicse, Velemér, Foltlabe e Mártonhely, ma il suo nome a forma tedesca, Johannes comporterebbe di origini tedesche.
Fu attivo nella regione dell'Oltremura e uno dei primi artisti del suo tempo a firmarsi con il proprio nome. Il suo autoritratto è uno dei ritratti di artisti più antichi d'Europa, e le sue scene secolari della vita slovena sono le più antiche tra quelle sopravvissute.